# 金宗吉
金 宗吉（キム・ジョンキル、김종길、1926年11月5日 - 2017年4月1日）は韓国の詩人である。慶尚北道安東出身。

## 略歴
金宗吉の作品は、古典的な品格を保っている。清いイメージと古典的な品格が彼の詩の特徴である。
彼の詩は、いつか無くなる有限なものの美しさが構成する世界と、この世の中で瞬間的に存在する自我という二つの軸に分かれている。
彼は、世界と自我の対立的な緊張の中でバランスを維持することを目指した。このような節制の精神は、彼の古典的な品格に基づいており、詩的な自我はいつも対象と感情から一定した距離を置いている。
こうした節制と克己には、彼の詩的な感受性の中に漢詩的な伝統、あるいは儒教的な精神が根付いていることがうかがわれる。
英文学者でありながら、古典的な素養を兼ね備えたこの詩人は、詩論においても、やはり古典的な安定感とバランス感覚をもっているため、学問的にも成果を挙げている。
2017年4月1日、死去。90歳没。

## 受賞歴
- 1947年、「門」で新春文芸に入選
- 1978年、木月文学賞
- 2005年、孤山文学賞
- 2005年、第2回 李陸史詩文学賞
- 2006年、青馬文学賞

## 主な作品
詩集
- 1969年、『성탄제 』 (聖誕祭)[3]
- 1977年、『하회에서』(河回で)
- 1986年、『황사현상』(黄砂現象)
- 2004年、『해가 많이 짧아졌다』(日が短くなった)
- 2008年、『해거름 이삭줍기』(日暮れごろの落ち穂拾い)

詩論、評論集
- 1965年、『시론』(詩論)
- 1974年、『진실과 언어』(真実と言語)
- 1986年、『한국시의 위상』(韓国詩の位相)